# Silas Marner (film 1916)
Silas Marner è un film muto del 1916 diretto da Ernest Warde.

## Produzione
Il film fu prodotto dalla Falstaff Comedies.

## Distribuzione
Del film, non compaiono dati di copyright.
Distribuito dalla Mutual Film, il film uscì nelle sale cinematografiche statunitensi il 19 febbraio 1916.
Copie del film sono conservate negli archivi della Library of Congress, in quelli del National Film and Television Archive of the British Film Institute e del JEF Films, Incorporated.
La Thanhouser ha distribuito il film nel 2009 masterizzato in DVD in una versione di 33 minuti; dal titolo The Thanhouser Collection DVD Volumes 10, 11 and 12 (1910-1916), i DVD - della durata complessivi di 384 minuti, comprendono una ventina di titoli della casa di produzione.